# کوریاکسکی
کوریاکسکی یا کوریاکسکایا سوپکا (به روسی: Коря́кская со́пка) آتشفشانی چینه‌ای به ارتفاع ۳۴۵۶ متر است که در نزدیکی شهر پتروپاولوفسک در جنوب شرقی شبه‌جزیره کامچاتکا در خاور دور روسیه قرار دارد. این آتشفشان یکی از زیباترین و مشخص‌ترین آتشفشان‌های کامچاتکاست.

## مشخصات
کوریاکسکی آتشفشانی بزرگ با مخروطی متقارن است که در فاصلهٔ ۳۰ کیلومتری از شهر پتروپاولوفسک-کامچاتسکیی، مهمترین شهر ناحیهٔ کامچاتکا قرار دارد. فرسایش سبب شیاردارشدن دامنه‌های شرقی کوه شده است و در بخش بالایی دامنهٔ غربی و پایین مخروط‌های خاکستر در دامنهٔ جنوب شرقی آتشفشان می‌توان جوانترین جریان‌های گدازه را دید. در بخش غربی یال قله، دهانه‌ٔ آتشفشان قرار دارد که قطری بین ۱۸۰ تا ۲۰۰ متر داشته و ارتفاع دیواره‌های آن به ۲۰ تا ۳۰ متر می‌رسد.

## فعالیت‌های آتشفشانی

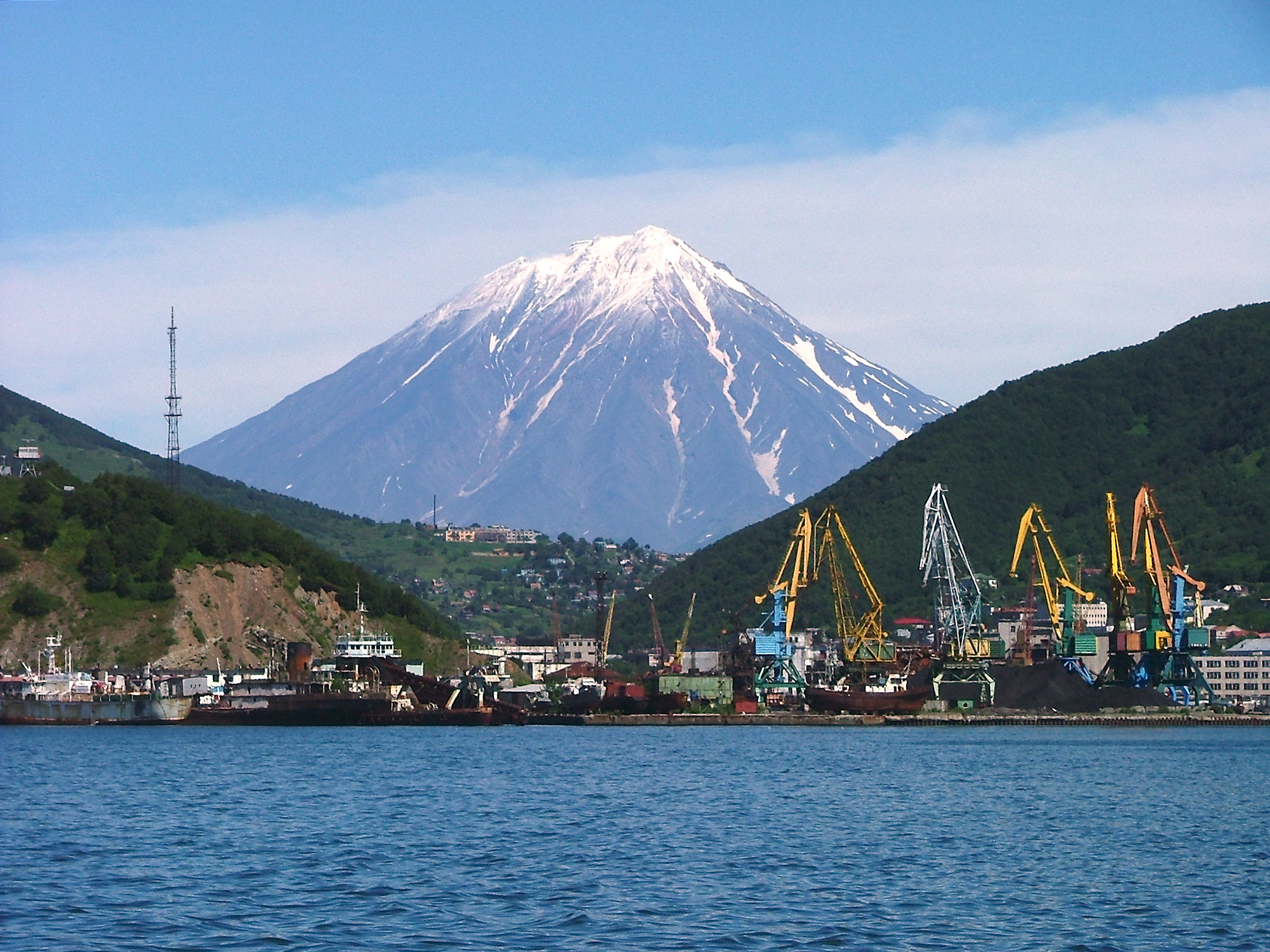
نمایی از آتشفشان کوریاکسکی

هیچ فوران انفجاری شدیدی برای این آتشفشان در طول دورهٔ هولوسن به ثبت نرسیده است و اوج فعالیت‌های آتشفشانی آن در فاصلهٔ ۷۰۰۰ تا ۳۵۰۰ سال پیش بوده است. با وجود این، کوریاکسکی یکی از فعالترین آتشفشان‌ها در شبه‌جزیرهٔ کامچاتکاست که در طی سال‌های ۱۸۹۵، ۱۹۲۶ و ۱۹۵۶ فوران‌های انفجاری متوسطی داشته و جریان‌هایی آذرآواری را پدید آورده است.
آتشفشان کوریاکسکی پس از فورانی در ۱۹۵۶-۷ به‌مدت ۵۲ سال خاموش بود تا آنکه بار دیگر در اواخر دسامبر سال ۲۰۰۸ بیدار شد و تلی از بخار و خاکستر را به آسمان فرستاد. بنا بر گزارش‌ها ستونی متراکم از خاکستر به ارتفاع ۴ کیلومتر که گستره‌ای بیش از ۶۰ کیلومتر در شمال شرقی آتشفشان را در برمی‌گرفت از کوریاکسکی به بیرون پرتاب شد و ستونی باریکتر نیز در همان جهت تا ۱۴۰ کیلومتری کوه گسترش یافت. پیش از این رویداد تنها علائمی که نشان از فعالیت دوبارهٔ کوریاکسکی می‌داد صدای انفجاری شدید و وقوع دو زمین‌لرزه در ۵ کیلومتری آتشفشان در روز ۲۳ دسامبر بود. کوریاکسکی آخرین بار در سال ۲۰۰۹ فوران کرد.